# علیرضا جعفری
علیرضا جعفری (زادهٔ ۵ اردیبهشت ۱۳۷۳ در تهران) بازیگر اهل ایران است. وی اولین کار خود را با فیلم تلویزیونی دیوار آغاز کرد.
وی از جمله بازیگرانی است که فعالیت خود را از کودکی آغاز کرده‌اند. جعفری از ۵ تا ۱۵ سالگی در ۳۰ سریال و فیلم نقش‌های مختلفی را بازی کرد که از جمله این فیلم‌ها می‌توان به مهمان مامان اثر داریوش مهرجویی اشاره کرد. او در سریال‌هایی نظیر بچه‌های خیابان و صیام و تیام محبوب شد.
وی برادرزاده امیر جعفری از بازیگران ایرانی است.

## سینمایی
| نام فیلم           | کارگردان       |
| ------------------ | -------------- |
| مهمان مامان        | داریوش مهرجویی |
| بازگشت به گذشته    |                |
| یک دزد و چهار بچه  | لادن شهپریان   |
| جزیره جادویی       |                |
| بیست و یک اینچ     | ابوذر صفاریان  |
| بی‌وفا              | اصغر نعیمی     |
| جیب‌بر خیابان جنوبی | سیاوش اسعدی    |
| چه خوبه که برگشتی  | داریوش مهرجویی |
| خانه دیگری         | بهنوش صادقی    |
| عروس خیابان فرشته  | مهدی خسروی     |
| هوک                | حسین ریگی      |

## سریال
| نام فیلم                           | کارگردان                   |
| ---------------------------------- | -------------------------- |
| دیوار کاه‌گلی                       | بیژن صمصامی                |
| بچه‌های خیابان                      | همایون اسعدیان             |
| کوچه اقاقیا                        | رضا عطاران                 |
| ۱۰۱ راه برای ذله کردن پدر و مادرها | حجت قاسم‌زاده اصل           |
| متهم گریخت                         | رضا عطاران                 |
| صیام و تیام ۱                      | سهیل امیرشریفی             |
| صیام و تیام ۲                      | سهیل امیرشریفی             |
| دست بالای دست                      | سید محسن یوسفی             |
| هشت بهشت                           | سعید عالم‌زاده              |
| آقا و خانم سنگی                    | شاهد احمدلو                |
| چرخ فلک                            | گروه کارگردانان            |
| سایه‌بان                            | نوید محمودی جمشید محمودی   |
| به رنگ خاک                         | حسن لفافیان سید محسن یوسفی |
| لبه تاریکی                         | سعید سلطانی                |
| کتونی زرنگی                        | علی ملاقلی‌پور              |
| سوران                              | سروش محمد زاده             |
| مرز                                | سید جمال سیدحاتمی          |

## شبکه پخش خانگی
| سال  | نام فیلم    | کارگردان       | نقش   |
| ---- | ----------- | -------------- | ----- |
| ١۴٠۳ | جنگل آسفالت | پژمان تیمورتاش | امیر  |
| ١۴٠١ | نوبت لیلی   | روح الله حجازی | فرشید |
| ١٣٩٩ | سیاوش       | سروش محمدزاده  | جلال  |
| ١٣٩٢ | شاهگوش      | داوود میرباقری | میلاد |